# Gleb Galperin
Gleb Galperin (en russe : Глеб Серге́евич Гальпе́рин), né le 25 mai 1985 à Moscou, est un plongeur russe spécialiste du haut vol.

## Carrière
Participant aux Jeux olympiques d'été de 2008, il remporte deux médailles de bronze en plateforme à 10 mètres, en individuel et en synchronisé avec Dmitriy Dobroskok. Il a également participé aux Jeux olympiques d'été de 2004 et 2012.
Il est également champion du monde en individuel en 2007 et en synchronisé en 2005.